# Episodi di Servant (seconda stagione)
La seconda stagione della serie televisiva Servant, composta da 10 episodi, è stata pubblicata in prima visione negli Stati Uniti d'America dal 15 gennaio 2021 al 19 marzo 2021.
| nº | Titolo originale | Titolo italiano | Pubblicazione    |
| -- | ---------------- | --------------- | ---------------- |
| 1  | Doll             | Bambola         | 15 gennaio 2021  |
| 2  | Spaceman         | Astronauta      | 22 gennaio 2021  |
| 3  | Pizza            | Pizza           | 29 gennaio 2021  |
| 4  | 2:00             | 2:00            | 5 febbraio 2021  |
| 5  | Cake             | Torta           | 12 febbraio 2021 |
| 6  | Espresso         | Espresso        | 19 febbraio 2021 |
| 7  | Marino           | Marino          | 26 febbraio 2021 |
| 8  | Loveshack        | Loveshack       | 5 marzo 2021     |
| 9  | Goose            | Oca             | 12 marzo 2021    |
| 10 | Josephine        | Josephine       | 19 marzo 2021    |

## Bambola
- Titolo originale: Doll
- Diretto da: Julia Ducournau
- Scritto da: Tony Basgallop

### Trama
Subito dopo la sparizione di Leanne e Jericho, Dorothy chiama la polizia per sporgere denuncia. Quando Sean lo scopre, si disfa rapidamente degli addobbi per la festa di battesimo del bambino. Dorothy dichiara alla polizia che il figlio è stato rapito da May Markham e dagli adepti della setta dei Santi Minori. Sopraggiunge anche l'agente Reyes che era intervenuta in occasione del decesso di Jericho; Nathalie e Julian la convincono che il comportamento di Dorothy, che non vede più la bambola reborn come un bambino vero, sia un segno positivo verso la guarigione dal trauma per la morte del figlio. Dorothy scopre la telecamera nascosta da Sean nel muro della camera di Leanne e si convince che la setta li stesse spiando da tempo. Sean trova la Bibbia di Leanne e vede il suo nome scritto in una pagina del Levitico, "La prova della lebbra". Dorothy, consapevole che le prime 48 ore dalla scomparsa sono fondamentali, stampa dei volantini ed incarica il fratello perché li distribuisca nel quartiere. Julian, però, getta nella spazzatura sia i volantini che la bambola e ruba una scarpetta di Jericho. Trascorse le 48 ore, viene consegnata a casa Turner una busta con la babbuccia ed il messaggio "Non parlarne con nessuno, Jericho è vivo". L'indomani Sean vede il bambolotto nei rifiuti, lo recupera e gli fa un bagnetto.

## Astronauta
- Titolo originale: Spaceman
- Diretto da: Julia Ducournau
- Scritto da: Nina Braddock e Tony Basgallop

### Trama
Dorothy deve sostituire una collega malata al telegiornale del pomeriggio. Roscoe, il detective assoldato per il battesimo di Jericho, si risveglia in auto e si reca a casa Turner. L'uomo è convinto sia la mattina dopo la festa e ricorda solo di aver visto una donna ferma in mezzo alla strada. Sean e Julian gli spiegano che sono già trascorsi cinque giorni e che la sua auto è rimasta vuota, parcheggiata in strada per tutto il tempo. Sul suo telefono cellulare trovano un audio nel quale Roscoe si lamenta disperato mentre Leanne lo rassicura dicendogli che non gli succederà niente di male. Ipnotizzato da Nathalie, Roscoe ricorda di essere stato legato e farnetica: “Lui è dietro la porta... sono tutti in ginocchio per lui! Il bambino piange… gli sta cavando gli occhi!”. Dopo che Dorothy parla della scomparsa di Leanne Greyson nel notiziario, Sean risponde ad una telefonata della ragazza che gli chiede come mai la moglie la stia cercando e perché non le abbia rivelato la verità sulla morte di Jericho. Nel frattempo, la crepa nel seminterrato si allarga e trasuda acqua.

## Pizza
- Titolo originale: Pizza
- Diretto da: Ishana Night Shyamalan
- Scritto da: Nina Braddock e Tony Basgallop

### Trama
Un flashback mostra Dorothy costretta a trascorrere l'ultimo mese di gravidanza a letto a causa di un problema di placenta previa. Dopo l'appello televisivo di Dorothy, i Turner controllano le segnalazioni pervenute; una di queste è relativa alla famiglia Marino che abita in una grande villa. Julian, incaricato dell'appostamento, non vede nessuno entrare o uscire dall'abitazione fatta eccezione per i furgoni dei servizi di consegna a domicilio. Per controllare che nella villa non si nascondano May Markham e i suoi seguaci, Sean stampa il menù di una finta pizzeria che viene recapitato a casa Marino. Nel frattempo, la crepa nel seminterrato di casa Turner è divenuta un largo squarcio. Qualche giorno dopo, i Turner ricevono un ordine per molte pizze da parte dei Marino ed inviano Toby, l'assistente di Sean, per la consegna, dotato di una telecamera nascosta. Toby scopre che a casa Marino si sta svolgendo una festa di bambini, viene pagato da una donna emaciata e malata e scopre che in casa vive anche Leanne che lavora come badante. Quando Toby si accomiata, i Turner ricevono un ulteriore ordine dei Marino per una singola pizza margherita che Dorothy cucina personalmente. Toby consegna la pizza a Leanne. Mentre mangia, Leanne dice a Toby di non voler più vivere con Dorothy perché è una donna egoista e crudele e gli chiede di non rivelare ai Turner di averla rintracciata, dopodiché sviene. Dorothy, che ha aggiunto alla pizza un narcotico, intima Toby di portare con sé Leanne altrimenti sarà denunciato.

## 2:00
- Titolo originale: 2:00
- Diretto da: M. Night Shyamalan
- Scritto da: Tony Basgallop

### Trama
Dorothy rinchiude Leanne in soffitta convinta che l'isolamento possa aiutare la ragazza a liberarsi dal condizionamento della setta e farle ottenere informazioni utili a ritrovare il figlio. Leanne decora la stanza con gli oggetti che trova, tra cui luci natalizie ed un vecchio manichino che chiama Sig.ra Berrington. Sean, in disaccordo con la moglie, recupera una copia della chiave della soffitta e comincia a trascorrere del tempo con Leanne, preparandole da mangiare, restituendole la sua Bibbia, raccontandole dei loro diversi tentativi di avere un bambino e chiedendole di aiutarli a trovare Jericho ma Leanne si limita a ricordare a Sean che il vero Jericho è morto. Durante una cena con la moglie e Julian, Sean recupera il senso del gusto. Dorothy, sempre più spossata e mentalmente instabile, aggredisce Leanne ogni notte alle ore 2:00 con l'intento di estorcerle la verità su Jericho. Confusa dal suo comportamento, Dorothy comincia a sospettare di avere una qualche memoria rimossa. Quando alle 2:00 Dorothy sale in soffitta, viene ingannata da Leanne che ha infilato il manichino sotto le coperte e la colpisce alle spalle. La ragazza tenta di fuggire ma viene raggiunta da Dorothy alla quale svela che Jericho sta bene ed è al sicuro lontano da lei. Nel frattempo, Sean si risveglia per un improvviso ed intenso bruciore alla mano ferita e non trova la moglie a letto; quando la vede sporca di terra in cucina, intuisce che ha sepolto viva Leanne nella dolina che si è formata in cantina e riesce a salvarla. Un flashback mostra Dorothy svegliarsi alle 2:00 e rendersi conto di aver lasciato Jericho in macchina la notte prima. 

## Torta
- Titolo originale: Cake
- Diretto da: Lisa Brühlmann
- Scritto da: Tony Basgallop e Nina Braddock

### Trama
Leanne trova la porta della soffitta aperta e scende in cucina dove Dorothy sta preparando la colazione. Per fare un piacere a Leanne, Dorothy ha anche invitato Toby al quale spiega che il suo intento è aiutare la sua tata a superare i traumi provocati dalla setta dei Santi Minori. Quando Dorothy riaccompagna la ragazza in soffitta, si scusa per i suoi comportamenti e le concede di girare per casa qualche ora al giorno. Il postino consegna ai Turner una busta contenente una piccola statuetta di un neonato e una richiesta di riscatto. Julian dice a Sean di non essere lui l’autore di questa lettera e consiglia di pagare. Leanne nella sua “ora d’aria” vuole preparare una torta e si fa portare gli ingredienti da Toby. Mentre Sean e Dorothy si recano al centro commerciale, luogo indicato nella richiesta di riscatto, Julian resta a casa a controllare Leanne. Leanne racconta a Toby che intende cucinare la "torta dei Re", un dolce tipico dell'epifania che la madre alcolizzata preparava spesso e nella quale inseriva la statuetta di un bambino. Julian, controllando il computer del cognato, capisce che la statuetta è stata acquistata da Leanne; nel frattempo, Dorothy e Sean non vengono contattati dai rapitori ma incontrano George, lo zio di Leanne, e lo portano a casa loro. Leanne chiusa in soffitta divora la sua torta mentre le luci natalizie appese alle pareti scoppiano.

## Espresso
- Titolo originale: Espresso
- Diretto da: Isabella Eklöf
- Scritto da: Tony Basgallop e Nina Braddock

### Trama
Un flashback mostra Sean portare a casa una nuova macchina da caffè espresso (venduta nel precedente episodio per raccogliere i soldi del riscatto). Nel presente, lo zio George sostiene che Leanne sia causa della rovina della loro casa ed è preoccupato dal fatto che sia stata lontana dalla famiglia Marino per troppo tempo. George spiega a Sean che lui e Leanne appartengono ad una comunità di persone che hanno avuto "una seconda possibilità" e che il loro scopo è realizzare il piano divino aiutando le persone che "sono chiamati" a proteggere. Definisce Leanne una ribelle e insiste perché torni a casa dei Marino, promettendo a Sean di guarire la sua mano. Nei flashback, Sean riceve la proposta di condurre un programma televisivo culinario, dapprima rifiuta per poi accettare, lasciando sola Dorothy con il piccolo Jericho. Zio George prepara un unguento per la mano di Sean. Dorothy cerca di corromperlo offrendogli i soldi del riscatto ma l'uomo li getta nella buca in cantina dove trova una ciocca di capelli di Leanne. George afferma che la presenza di Leanne è "un'infezione" e si mette a pregare. Nel frattempo, Sean cerca di far scappare Leanne di nascosto mentre la ragazza afferma che lo zio mente e chiede aiuto per fuggire il più lontano possibile da lui. George dice a Dorothy che non potrà più ricongiungersi a Jericho e cita un passo della Bibbia. Mentre fuori si scatena un temporale, dalla buca nel seminterrato fuoriescono insetti. Al telegiornale viene data la notizia di una sparatoria a casa dei Marino e George incolpa i Turner dell'accaduto.

## Marino
- Titolo originale: Marino
- Diretto da: Nimrod Antal
- Scritto da: Ishana Night Shyamalan

### Trama
Dopo aver appreso la notizia della sparatoria in casa della famiglia Marino, lo zio George si chiude in un silenzio catatonico. Leanne spiega a Sean che è la setta a scegliere chi bisogna aiutare sulla base dell'interpretazione dei segni divini e che lei ha infranto le regole quando ha scelto di rimanere a casa loro, dopodiché si chiude in soffitta e comincia a fustigarsi e a realizzare croci di paglia. In TV dicono che a casa Marino si è consumato un triplice omicidio e che il figlio più piccolo, Sergio, risulta scomparso. Sopraggiunge l'agente Reyes alla quale Dorothy espone le sue teorie sulla setta dei Santi Minori e sul rapimento del figlio. La poliziotta, parlando in privato con Sean, esprime la sua preoccupazione per lo stato mentale di Dorothy; Sean le mente, raccontandole che Leanne aveva risposto all'annuncio per una tata pubblicato da Dorothy ma che aveva rifiutato l'impiego dopo essere venuta a conoscenza della bambola reborn, in seguito, Dorothy aveva sviluppato un'ossessione per Leanne, convinta che fosse la loro bambinaia. L'agente Reyes ispeziona la soffitta dove trova decine di croci di paglia appese al soffitto e crede sia stata Dorothy a costruirle. Quando l'agente se ne va, Leanne sente in TV la notizia che il piccolo Sergio è stato trovato senza vita, probabilmente ucciso dal padre. I Turner ricevono una misteriosa scatola di legno indirizzata allo zio George che contiene una videocassetta Betamax ed una nota con scritto "riuniscili entro la vigilia di Natale". George afferma che "la risposta è arrivata" e vuole che Leanne veda subito la videocassetta. Leanne, sconvolta ed in lacrime, abbatte le croci di paglia in soffitta mentre il lucernario va in frantumi.

## Loveshack
- Titolo originale: Loveshack
- Diretto da: Isabella Eklöf
- Scritto da: Nina Braddock e Ishana Night Shyamalan

### Trama
George traccia dei segni sulla porta della soffitta con dell'olio e, in lacrime, affila la lama di un pugnale. Julian scopre che la scatola recapitata la sera prima ha un doppiofondo e trova, alcune fiale (una delle quali è quella usata da George sulla porta della soffitta) e un accendino che ruba. A casa Turner arriva Roscoe; Sean rivela a Dorothy che è l'investigatore privato che aveva ingaggiato per indagare su Leanne. Leanne confessa a Julien che George e May non sono realmente suoi parenti e che Dio li aveva condotti sulla strada dove era sepolta perché voleva darle una seconda possibilità. Julian mostra a Leanne le notizie riguardanti l'incendio del 2007 dove morirono sia lei che i suoi genitori, la ragazza racconta che sua madre era una donna crudele e che è stata lei ad appiccare il fuoco, ripudiando Dio per ciò che le ha fatto fare. Roscoe, prima di andarsene, invita Sean a fidarsi di "loro" mentre George dice a Dorothy che la "riunione" avverrà allo scoccare dell'ora. George prende a testate un muro fino a procurarsi una ferita sulla fronte; Sean scopre che la sua mano è guarita grazie all'unguento preparato dall'uomo. Leanne e Julian fanno sesso. George sale in soffitta con il pugnale e scopre Leanne a letto con Julian, entrambi nudi e addormentati. George dice a Leanne che lui "non può farlo" e che verranno a cercarla. Leanne gli risponde che è in grado di affrontare May ma George le dice che non dovrà vedersela con la zia. George, sconvolto, corre in strada e viene investito da un'auto sotto gli occhi di Leanne che lo osserva dalla finestra.

## Oca
- Titolo originale: Goose
- Diretto da: Nimrod Antal
- Scritto da: Tony Basgallop

### Trama
Nascondendo l'incidente avvenuto la notte precedente, Leanne dice a Dorothy che lo zio George se n'è andato. Sean prepara un cappone al forno per la vigilia di Natale che Dorothy vuole fortemente festeggiare con la famiglia. Giungono Julien, Frank (il padre di Dorothy) e la giovane e sciocca partner di quest'ultimo, Courtney. Leanne dice a Sean che lo zio non gli ridarà mai Jericho ma l'uomo continua a nutrire la speranza. Il pranzo trascorre con un clima teso. Julian non risponde alle telefonate di Natalie e abusa di alcol e cocaina; dice a Leanne che fare sesso è stato un errore ma la ragazza non è d'accordo. Dorothy comincia a pensare che nessuno le riporterà il figlio. Courtney trova Julian in overdose nel bagno. Sean tenta di rianimarlo senza successo; sopraggiunge Leanne che gli dà un pugno sul petto e lo bacia, facendolo rinvenire. Julian dice di aver visto Jericho e che il bambino "stava bene", Dorothy è molto turbata dall'accaduto. Dopo l'intervento dell'ambulanza, Leanne scende nel seminterrato e scopre un cappio fatto con i vestiti di Jericho; ne parla con Dorothy che è intenzionata ad impiccarsi se il figlio non le verrà restituito. Una donna con il volto coperto da un velo nero arriva a casa dei Turner e chiede a Sean se sta cercando Jericho.

## Josephine
- Titolo originale: Josephine
- Diretto da: Ishana Night Shyamalan
- Scritto da: Ishana Night Shyamalan

### Trama
La donna con il velo nero si presenta come zia Josephine e porta con sé un videoregistratore Betamax. Josephine parla con Dorothy dicendole che "non doveva essere coinvolta" e che merita di trovare la pace. Leanne supplica Sean di non lasciarla sola con Josephine e quest'ultima dice a Leanne che non può rimanere con i Turner. Zia Josephine parla nuovamente con Dorothy dicendole che andrà via subito assieme a Leanne e le consegna una tutina da neonato dicendole che è "la verità". Dorothy, turbata, si chiude nella stanza del figlio. Nel frattempo, Josephine rinchiude Sean in camera da letto. In soffitta, zia Josephine riproduce il video Betamax dove viene illustrato il rito di "ricongiungimento" della Chiesa dei Santi Minori nel quale gli adepti si flagellano a ritmo di musica per poi accecare, mutilare con una lama rovente e infine bruciare su una pira i membri ribelli. Quando Leanne rifiuta di dimenticare Dorothy, zia Josephine le lancia un liquido urticante in faccia e lascia la soffitta. Leanne riesce a scendere in cucina dove trova Josephine che si pugnala una coscia mentre ascolta una canzone. Leanne prende un coltello e si nasconde in cantina. Sean trova la porta aperta e convince Dorothy a non suicidarsi. Zia Josephine riesce ad entrare in cantina e pugnala Leanne ad un braccio ma viene salvata da Dorothy che stordisce la donna colpendola alla testa con una pala. Leanne promette a Dorothy di riportarle Jericho perché l'ha protetta come una figlia. Quando Dorothy lascia il seminterrato per chiedere aiuto a Sean, Josephine attacca di nuovo Leanne, ma la ragazza le pianta un pugnale in un occhio. Quando i Turner scendono nuovamente in cantina la trovano vuota. Sean tenta di dire alla moglie la verità sulla morte di Jericho ma vengono interrotti dai rumori del baby-monitor. Si recano nella stanza del figlio, dove Leanne sta cantando una ninna-nanna a Jericho; Leanne afferma che "ora possono essere una vera famiglia".  Più tardi, Leanne è sola nella sua stanza, dice di sentire crescere dentro di lei l'oscurità e che intende lottare contro la setta. In strada salta la corrente elettrica ed il cadavere carbonizzato di Josephine viene mostrato nascosto dietro al muro della stanza di Leanne.